# Walking on Sunshine
Walking On Sunshine — сингл американской поп-рок группы Aly & AJ. Мэтью Джеррард записал кавер-версию «Walking On Sunshine» для американской поп-рок группы Aly & AJ для дебютного альбома Into The Rush. Песня была выпущена как четвёртый сингл альбома 22 июня 2005 года. Была использована как саундтрек к фильму Herbie: Fully Loaded. Aly & AJ сняли музыкальный клип, в который вставили фрагменты из фильма, сократив песню до одной минуты и 55 секунд. Эта песня была также показана в фильме 2010 года Ramona и Beezus, а также в фильме Диснея 2011 года Sharpay’s Fabulous Adventues.

## Список композиций
| №  | Название              | Автор(ы)     | Длительность |
| -- | --------------------- | ------------ | ------------ |
| 1. | «Walking on Sunshine» | Kimberly Rew | 3:54         |

## История релиза
| Дата          | Страна        | Формат   | Лейбл             |
| ------------- | ------------- | -------- | ----------------- |
| June 22, 2005 | United States | Promo CD | Hollywood Records |

| Date             | Country        | Format   | Label            |
| ---------------- | -------------- | -------- | ---------------- |
| February 6, 2006 | Великобритания | Promo CD | Squirrel Records |

## В культуре
Была использована в фильмах: American Psycho (2000), High Fidelity (2000), Ask Max (1986), The Secret of My Success (1987), Daddy Day Care (2003), Bean (1997), Look Who’s Talking (1989), Moon (2009), и Into the Wild Green Yonder, а также в Bye Bye Love (1995).
Она была отыграна на шоу Gilmore Girls, Rendezvous", Sports Night, и Drew Carey Show.
На телевидении: Futurama', Glee (TV series) эпизод «Vitamin D (Glee)» и в шоу Мэттью Перри "Mr. ".
Также была использована в видеоиграх, таких как Lego Rock Band, Singstar и Band Hero.